# Са 204-272
„Са 204-272” је југословенски ТВ филм из 1991. године. Режирао га је Милан Билбија а сценарио је написао Новица Савић.

## Улоге
| Глумац           | Улога   |
| ---------------- | ------- |
| Бора Тодоровић   | Раде    |
| Весна Тривалић   | Весна   |
| Заим Музаферија  | Мићун   |
| Саша Петровић    | Рака    |
| Боро Стјепановић | Учитељ  |
| Нада Пани        | Сељанка |
| Ратко Петковић   | Сељак   |
| Адмир Гламочак   | Веско   |

Остале улоге ▼
| Глумац          | Улога       |
| --------------- | ----------- |
| Јасмин Гељо     | Отас        |
| Божидар Буњевац | Ратко       |
| Фадил Каруп     | Љубоје      |
| Харис Бурина    | Тракториста |